# Batalha de Tory Island
A  Batalha de Tory Island  (também designada por Batalha de Donegal, Batalha de Lough Swilly ou Acção de Warren) foi um confronto naval ocorrido em 12 de Outubro de 1798, entre esquadrões franceses e britânicos, ao largo da costa noroeste de Condado de Donegal (na altura parte do Reino da Irlanda. Última acção da Rebelião Irlandesa de 1798, a batalha de Tory Island colocou um ponto final na tentativa da marinha francesa de fazer desembarcar um número significativo de soldados na Irelanda durante a guerra.
A Sociedade dos Irlandeses Unidos, chefiada por led by Wolfe Tone, deu início a um levantamento contra a administração britânica na Irlanda em Maio de 1798.  A pedido dos rebeldes, uma pequena força francesa comandada pelo general Humbert desembarcou em Killala, Condado de Mayo, mas no início de Setembro, tanto esta expedição como a rebelião foram derrotadas. Sem saber da rendição de Humbert, os franceses enviaram reforços a 16 de Setembro. Depois de terem perdido uma das forças invasoras, a Royal Navy foi alertada para outra, e quando o esquadrão que transportava os reforços partiu de Brest, foi de imediato detectado. Após uma longa perseguição, os franceses entraram em combate numa baía ao largo da costa de County Donegal, a oeste do Ulster, próximo de Tory Island. Durante a acção, os poucos franceses tentaram escapar, mas foram derrotados; os britânicos capturaram quatro navios. Na noite do combate, as fragatas britânicas patrulharam a passagem para Brest, e capturaram mais três navios. Dos dez navios iniciais franceses, apenas duas fragatas e uma escuma conseguiram escapar em segurança. As perdas britânicas na campanha foram mínimas.
Esta batalha marcou a última tentativa da Marinha Francesa de lançar uma invasão às ilhas britânicas. Também acabou com as esperanças que os United Irishmen tinham de obter apoio externo na sua luta com os britânicos. Depois da acção, Tone foi reconhecido a bordo do navio-almirante francês, e detido. Foi levado para terra pelos britânicos em Buncrana, na Península de Inishowen. Mais tarde seria julgado por traição, e suicidou-se na prisão, em Dublin, horas antes de ser enforcado.